# 31976 Niyatidesai
31976 Niyatidesai è un asteroide della fascia principale. Scoperto nel 2000, presenta un'orbita caratterizzata da un semiasse maggiore pari a 2,7956961 UA e da un'eccentricità di 0,0897373, inclinata di 1,67823° rispetto all'eclittica.